# Michel Glatigny
Michel Glatigny, né le 21 octobre 1922 à Paris 14e et mort le 11 juin 2014 à Roubaix, est un professeur d'université en linguistique française.

## Biographie
Michel Glatigny étudie au lycée Voltaire à Paris où il obtient le baccalauréat ès lettres avec mention « très bien ».
Après une hypokhâgne et une khâgne au lycée Henri-IV, il continue ses études à la faculté des lettres de Paris.
En 1944, il est professeur délégué au lycée Montaigne à Paris.
En 1946, il réussit l'agrégation de grammaire et est alors affecté au lycée d'État de garçons à Thionville.
En 1947, il est nommé au lycée d'État de garçons à Arras, en 1949 au lycée de garçons à Douai, puis en 1961 au lycée Pasteur à Lille.
En 1965, il devient assistant à l'université de Lille (faculté des lettres et des sciences humaines). Quatre ans plus tard, il devient maître-assistant puis est ensuite promu chargé d'enseignement en 1971 puis maître de conférences deux ans plus tard et devient professeur titulaire en 1976.
Sa thèse principale soutenue en 1975 à l'université Paris-Sorbonne est intitulée : Le vocabulaire galant dans les « Amours » de Ronsard : essai de lexicologie littéraire, publiée aux Presses universitaires de Lille (PUL) en 1976.
En 1988, au moment où il va être retraité, le conseil de l'Université de Lille III - université créée en 1969 après la réforme de l'enseignement supérieur, voulue par Edgar Faure - lui attribue le titre de professeur émérite de l'université Lille-III.
Lors de ses activités dans l'enseignement supérieur, Il est professeur invité, notamment à l'université Laval à Québec et à l'université de Wroclaw.
En 2004 les Cahiers de lexicologie sortent un numéro spécial pour lui rendre hommage.

### Vie familiale
Michel Glatigny épouse en août 1948 Cécile Piettre (1920, †1990), professeur reçue à l'agrégation de grammaire en 1947, nommée d'abord au lycée de jeunes filles d'Arras puis à celui de Douai. Elle devient à compter de 1960 et jusqu'en 1985 chargée de cours à l'université catholique de Lille (histoire et civilisation latines). Ils ont eu trois enfants.

## Travaux et publications
En tant qu'enseignant du secondaire puis du supérieur, Michel Glatigny a été le rédacteur d'environ vingt ouvrages, soit généraux soit spécialisés. Il a par ailleurs rédigé de très nombreux articles dans des revues de philologie, de grammaire et de linguistique française, tout au long de sa carrière universitaire.
Peuvent être notamment cités, parmi ses ouvrages, les livres suivants : 
- Histoire de l'enseignement en France, Paris, PUF, coll. « Que sais-je ? », no 393, 1949
- (avec André Rougerie), Grammaire française et exercices : orthographe, grammaire : préparation à la rédaction, Paris, 1966
- Le vocabulaire galant dans « Les Amours » de Ronsard. Université Lille III, 1976[5].
- (avec Lucien Collignon)  Les Dictionnaires : initiation à la lexicographie, Paris, 1978
- Vocabulaire & société : études lexicologiques sur des textes du XVIe siècle, Villeneuve-d'Ascq, 1988
- « Les marques d'usage dans les dictionnaires : XVIIe – XVIIIe siècles », in Lexique, no 9, 1990
- Les marques d'usage dans les dictionnaires français monolingues du XIXe siècle : jugements portés sur un échantillon de mots et d'emplois par les principaux lexicographes, Tübingen, 1998[6]

## Engagement social et politique
Michel Glatigny participe à la création dans le Nord-Pas-de-Calais du Centre d'action des gauches indépendantes (CAGI) à compter de son apparition sur l'échiquier politique français, en 1953.
Après la dissolution de cette structure, il participe dans le Nord à la création de l'Union de la gauche socialiste (UGS) en 1957. En 1959, il se présente aux élections municipales à Douai et obtient, au nom de l'UGS, environ 5 % des voix.
En 1960, il est l'un des représentants de la fédération du Nord de l'UGS au congrès constitutif du PSU. Il arrête ses activités politiques en 1961 au moment où il quitte Douai, en étant nommé au lycée Pasteur à Lille.
À compter de sa retraite et jusqu'en 2008, il participe activement à la vie de diverses associations : Amnesty International, Dal, etc.